# Estación Relmo
Relmo es una estación ferroviaria ubicada en la localidad de Relmo, en el Departamento Quemú Quemú, Provincia de La Pampa, Argentina.

## Ubicación
La estación se encuentra ubicada a 101 km de la ciudad de Santa Rosa.

## Servicios
No presta servicios de pasajeros.
Sus vías están concesionadas a la empresa de cargas Ferroexpreso Pampeano